# Jelena Grubišić
Jelena Grubišić (geboren am 20. Januar 1987 in Zagreb) ist eine ehemalige kroatische Handballspielerin, die auf der Spielposition Torhüterin eingesetzt wurde.

## Vereinskarriere
Sie begann mit dem Handballspielen im Alter von zehn Jahren, ihr Sportlehrer entdeckte ihr Talent und sandte sie zum Verein ŽRK Lokomotiva Zagreb. Zunächst spielte sie vor allem auf der Position Außenspielerin. Sie durchlief die Nachwuchsmannschaften und spielte im Alter von 16 Jahren erstmals für die erste Mannschaft von ŽRK Lokomotiva Zagreb. Von dort wechselte sie 2009 nach Slowenien zu Rokometni Klub Krim, von dort wiederum 2014 nach Ungarn zu Győri ETO KC. Im Januar 2015 musste sie sich einer Operation unterziehen und wurde von Győri ETO KC ausgemustert. Im Juni 2015 erhielt sie ein Angebot vom rumänischen Verein CSM Bukarest. Mit dem rumänischen Verein gewann sie die EHF Champions League 2015/16, zudem nationale Meisterschaften und Pokale. Nach der Saison 2021/2022 beendete sie ihre Karriere.

## Auswahlmannschaften
Grubišić wurde im Jahr 2005 erstmals in die kroatische Nationalmannschaft berufen. Bis 2014 spielte sie für Kroatien.

## Erfolge und Ehrungen
- Gewinn der EHF Champions League 2015/16
- Most Valuable Player im EHF Final4 der EHF Champions League 2015/16
- über 18 Trophäen mit drei Vereinen[1]
- kroatische Handballspielerin des Jahres 2016[2]
- Ehrenbürgerin von Bukarest seit 2016[3]